# 南斯拉夫语支
南斯拉夫语支属印欧语系斯拉夫语族，为东南欧斯拉夫民族中的南部斯拉夫民族采用的语言。南斯拉夫语支下可再分为东支、中支和西支。东支包括马其顿语、保加利亚语和古教会斯拉夫语，西支包括斯洛文尼亚语和前南斯拉夫社会主义联邦共和国的塞尔维亚-克罗地亚语。因宗教和历史原因，塞尔维亚-克罗地亚语现被分为塞尔维亚语、克罗地亚语、波斯尼亚语、黑山语等。
《Ethnologue》则把南斯拉夫语支分为东、西两支，把中支和西支二合为一。
前南斯拉夫的塞尔维亚-克罗地亚语曾并行西里尔字母和拉丁字母书写，在塞尔维亚语多用西里尔字母，克罗地亚语多用拉丁字母。现在使用西里尔字母的包括塞尔维亚语、黑山语和东支的马其顿语和保加利亚语；使用拉丁字母的包括斯洛文尼亚语、克罗地亚语和波斯尼亚语。

## 分支

南斯拉夫语支
- 西南斯拉夫亚语支
  - 斯洛文尼亚语（slv）
  - 塞尔维亚-克罗地亚语（hbs）
    - 克罗地亚语（hrv）
      - 斯拉沃莫利萨诺语（svm）
      - 卡依方言（kjv）
      - 查方言（ckm）

    - 塞尔维亚语（srp）
    - 黑山语（cnr）
    - 波斯尼亚语（bos）
- 东南斯拉夫亚语支
  - 马其顿语（mkd）
  - 保加利亚语（bul）
  - 古教会斯拉夫语（chu）
    - 教会斯拉夫语（chu）